# Економіка сталого стану
Еконо́міка ста́лого ста́ну — економіка з відносно стабільними головними показниками, такими як чисельність населення і рівень споживання, розмір яких не перевищує несучу здатність екосистеми. Термін зазвичай відноситься до національної економіки, але також може застосовуватися до економічної системи міста, регіону або всієї планети.

## Фізичні характеристики
Стійкий стан економіки — це чисто фізичне поняття. Будь-які нефізичні компоненти економіки (наприклад, знання) можуть рости нескінченно. Але фізичні компоненти (наприклад, запаси природних ресурсів, людська популяція, розмір капіталу) обмежені і визначаються внутрішніми властивостями системи. Економіка може досягти стійкого стану після періоду зростання або після періоду скорочення або антиросту. Мета полягає в тому, щоб досягти стійкого масштабу, який не перевищує екологічних обмежень.
Економісти використовують показник валового внутрішнього продукту (ВВП) для вимірювання розмірів економіки в доларах або інших грошових одиницях. Реальний ВВП — з поправкою на інфляцію — в економіці стійкого стану залишається досить стабільною величиною, без зростання або скорочення від року до року. Герман Дейлі, один з основоположників екологічної економіки і критик неокласичної економічної теорії, визначає економіку стійкого стану як

    ... економіку з постійними кількостями людей і предметів, підтримуваних на деякому бажаному рівні достатності за рахунок мінімально можливого рівня допоміжної активності, тобто при найменших можливих переміщеннях матерії та енергії від першої стадії виробництва до кінцевої стадії споживання 

Таким чином, економіка сталого стану прагне до стабільних або таких, що незначно коливаються величин чисельності населення, споживання енергії і матеріалів. Народжуваність дорівнює смертності, інвестиції рівні амортизації.

## Межі економічного зростання
Концепція економіки стійкого стану (іноді також званої економікою повного світу) є наслідком переконання, що економічне зростання має свої межі. Макроекономічна політика в більшості країн, особливо країн з великим розміром ВВП, як правило, протягом десятиліть була офіційно орієнтована на економічне зростання. Беручи до уваги витрати, пов'язані з такою політикою (включаючи глобальну дестабілізацію клімату, широко поширену практику руйнування природного середовища і зникнення видів, надмірне споживання природних ресурсів, забруднення навколишнього середовища, посилення конкуренції за решту ресурсів, і збільшення нерівності між багатими і бідними), деякі економісти, вчені і філософи ставлять під сумнів біофізичні межі зростання і саму бажаність безперервного зростання.
Економічне зростання в термінах сучасної економіки означає збільшення виробництва і споживання товарів і послуг. Цьому сприяють зростання населення, збільшення споживання на душу населення і продуктивності праці, індикатором процесу є зростання реального ВВП. Протягом тисячоліть у більшості країн економіка, в нинішньому розумінні цього слова, залишалася відносно стабільною або демонструвала таке скромне зростання, що його було важко виявити. Прихильники економіки сталого стану зазначають, що загальний перехід від полювання і збирання до сільськогосподарських громад привів до зростання населення та технологічного прогресу. Вони підкреслюють, що промислова революція і набуття здатності витягати і використовувати енергетичні ресурси високої щільності призвели до безпрецедентного експоненціального зростання людської популяції і споживання.
Початок сумнівів з приводу довгострокової перспективи безперервного зростання в індустріальну епоху, як правило, відносять до часу публікації Томасом Робертом Мальтусом «Досвіду про закон народонаселення» в 1798 році. Хоча багато емпіричних тверджень Мальтуса та його теоретичні припущення були дискредитовані, в більш широкому сенсі слова висловлені ним сумніви залишаються впливовими, як для прихильників  євгеніки, так і для носіїв більш загальноприйнятих поглядів. Сучасні дискусії про межі зростання почалися в 1972 році з доповіді Римського клубу «Межі зростання». Римським клубом були розроблені комп'ютерні моделі і вивчені сценарії продовження економічного зростання і впливу на навколишнє середовище. Їх початковий аналіз і його продовження вказують на існування планетарних меж зростання.
Додаткові дослідження та аналітичні інструменти підтверджують багато висновків  Римського клубу. Наприклад, екологічний слід є мірою кількості землі та акваторії, необхідних людській популяції для отримання споживаних ресурсів і поглинання її відходів з використанням існуючих технологій. Організація Global Footprint Network оцінює екологічний слід людства в світі як еквівалент 1,5 планети (на 2009 р.), тобто наша економіка щороку споживає на 50% більше ресурсів, ніж здатна регенерувати Земля. Іншими словами, потрібен один рік і шість місяців, щоб відновити те, що ми споживаємо за один рік. Цей вид екологічного обліку показує, що економічне зростання виснажує ресурси з таким темпом, який не може бути збережений.

## Історія поняття
Питання про перехід від зростаючої економіки до стабільної порушувалося ще класиком економічної думки  Адамом Смітом, він розвивається і сучасними екологічними економістами.
Адам Сміт у своїй знаменитій роботі «Багатство народів» стверджував, що спираючись на егоїзм і власний інтерес учасників ринку при достатньому рівні економічної свободи можна отримати товари в потрібних кількостях, підвищити заробітну плату, досягти зростання рівнів виробництва і споживання. Але Сміт визнавав і межі цього процесу. Він вважав, що в довгостроковій перспективі зростання чисельності населення призведе до зниження заробітної плати, природні ресурси збідніють, а розподіл праці досягне меж своєї ефективності. Сміт оцінював максимальну тривалість періоду зростання в 200 років, після чого має настати період стабільної чисельності населення.
Джон Стюарт Мілль у своїй головній праці «Принципи політичної економії» писав:
 … Зростання багатства не безмежне. Зрештою, зростання призводить до стаціонарного стану. Стаціонарний стан капіталу і багатства … був би дуже значним поліпшенням у порівнянні з нашим нинішнім станом. 
 

… Стаціонарний стан капіталу та населення передбачає стаціонарний стан людського вдосконалення. Будь-як ніколи раніше багато місця для всіх видів духовної культури, морального і соціального прогресу; багато можливостей для розвитку мистецтва життя. Коли людський розум перестає бути поглинений мистецтвом отримання вигоди, ймовірність таких поліпшень істотно збільшиться.

Джон Мейнард Кейнс вважав щастя і благополуччя головними цілями, а економічне зростання та індивідуальне прагнення до прибутку — засобом їх досягнення. Він писав:

… жадібність це вада, лихварство є проступком, а любов до грошей огидна … Ми повинні будемо одного разу визнати, що цілі вище засобів і віддати перевагу хорошого корисному. 
і далі:

… Вже не за горами день, коли економічні проблеми займуть скромне місце, яке по праву їм належить, а арена розуму і серця буде зайнята (або знову зайнята) нашими реальними проблемами — життя і людських відносин, творення, вчинків і віри.

Ніколас Георгеску-Роген (англ. : Nicholas Georgescu-Roegen) у своїй роботі 1971 „Закон ентропії і економічний процес“. виходив з того, що другий закон термодинаміки, закон ентропії, визначає можливе в економіці. Георгеску-Роген показав, що корисні (тобто такі, яким притаманна низька ентропія) енергії та матеріали витрачаються в перетвореннях в ході економічних процесів і повертаються в навколишнє середовище у формі відходів з високою ентропією. Економіка, таким чином, функціонує як канал для перетворення природних ресурсів у товари, послуги і людське задоволення, а також у відходи. Збільшення ентропії в економіці встановлює фундаментальну межу для масштабів, яких вона може досягти і підтримувати.
Приблизно в той же час багато інших економістів, насамперед  Шумахер і  Боулдинг, писали про екологічні наслідки економічного зростання і пропонували альтернативи неокласичній парадигмі зростання. Шумахер запропонував „буддійську економіку“ у своєму есе під тією ж назвою (у книзі „Невелике означає гарне“). Його економічна модель ґрунтується на достатності споживання, можливості людей брати участь у корисній і повноцінній роботі, на яскравому житті спільноти, зазначеному світом і спільними звершеннями. Боулдинг у своєму ессее „Економіка Космічного корабля Земля“ використовував космічний корабель як метафору для планети. Він визнав наявність матеріальних та енергетичних обмежень в економіці і запропонував перехід від „ковбойської економіки“ до „економіки космонавтів“. У „ковбойській економіці“ успіх визначається кількістю і швидкістю виробництва і споживання. В „економіці космонавтів“, навпаки, „ми, в першу чергу, піклуємося про підтримання життєзабезпечення, і будь-які технологічні зміни, що призводять до можливості підтримувати заданий загальний рівень життєзабезпечення за допомогою зменшеного потоку ресурсів (тобто з меншим виробництвом і споживанням), очевидно, є благом“.
Герман Дейлі, студент Георгеску-Рогена, спирався на роботи свого вчителя, він об'єднав аргументи на користь наявності меж зростання, теорії економіки добробуту, екологічні принципи та філософію сталого розвитку в моделі, яку він назвав економікою сталого стану. Пізніше він працював спільно з  Робертом Констанца, Анн Марі Янссон, Джоаном Мартінес-Альєром та іншими в області екологічної економіки. У 1990 році ці вчені створили Міжнародне товариство екологічної економіки. Товариством і в цілому екологічної економікою прийняті наступні три основні положення:
1. Економіка вбудована в природу, і економічні процеси на ділі є біологічними, фізичними і хімічними процесами і перетвореннями.
2. Екологічна економіка є місцем зустрічі для дослідників, зайнятих екологічними проблемами.
3. Екологічна економіка вимагає міждисциплінарних робіт для опису економічних процесів у зв'язку з фізичною реальністю.

Екологічна економіка стала науковою областю, найбільш тісно пов'язаною з концепцією сталого стану економіки. Екологічні економісти розробили надійну теорію і представили докази на користь наявності біофізичних меж економічного зростання і на користь вимог сталої економіки.

## Політика перехідного періоду
Економіка сталого стану вимагає дотримання чотирьох основних системних принципів: (1) підтримання здоров'я екосистем і засобів життєзабезпечення, які вони надають людям. (2) використання поновлюваних ресурсів (таких, як риба або деревина) зі швидкістю, що не перевищує швидкість їх відновлення. (3) Споживання невідновлюваних ресурсів (таких як викопне паливо і мінеральні речовини) зі швидкістю, що забезпечує можливість їх заміни на поновлювані аналоги, перш ніж непоновлюваний ресурс буде вичерпано. (4) Депозит відходів у навколишньому середовищі зі швидкістю, що не перевищує швидкість їх безпечної асиміляції.
Політичні інструменти для досягнення стану, що відповідає цим принципам, можуть бути різними. Перший принцип вимагає збереження достатньої площі землі і води в такому стані, щоб здорові екосистеми могли процвітати і розвиватися. Другий і третій принципи вимагають регулювання темпів вилучення ресурсів. Прямі форми такого регулювання включають системи  Cap and Trade, використання квот та оподаткування. Четвертий принцип вимагає контролю над забрудненням, наприклад, обмеження викидів і введення стандартів токсичності. Крім заходів, спрямованих на конкретні види діяльності (споживання ресурсів і забруднення навколишнього середовища), існують спільні кошти макроекономічної політики і можливості дій політичного керівництва, які можуть допомогти стабілізувати ситуацію і знизити економічну активність до прийнятного рівня. Ці політичні заходи можуть включати управління процентними ставками і грошовою емісією в цілях стабільності, включення до ціни екологічних і соціальних витрат, підвищення гнучкості у використанні робочого часу, і зміна практики банківського кредитування.

## Моделювання процесу переходу
Важливим напрямком досліджень є вивчення можливості стабілізації розміру економіки за рахунок зміни ролі або відносної важливості ключових змінних (таких, як споживання, інвестиції, державні витрати і т. д.) в межах базової макроекономічної моделі. Прикладом дослідження такого роду є робота канадського економіста Петера Віктора (Peter A. Victor). У ній запропонована інтерактивна модель, що дозволяє дослідити потенціал для досягнення стабільної, але не зростаючої економіки. Модель відкалібрована з використанням статистичних даних, що стосуються ключових макроекономічних змінних канадської економіки: рівнів виробництва і споживання, державних витрат, інвестицій, рівня зайнятості і т. д. Виходячи з цих даних і припущень про майбутнє, модель дає оцінки національного доходу, обчислює фіскальний баланс і відстежує державний борг на 30-річний період до 2035 року. Модель також дозволяє обчислити рівень безробіття, викиди парникових газів і рівень бідності. Вона може бути використана для розробки різних сценаріїв майбутнього канадської економіки, а також ілюструє екологічні та соціальні наслідки їх реалізації. На малюнку нижче представлений один з таких сценаріїв.

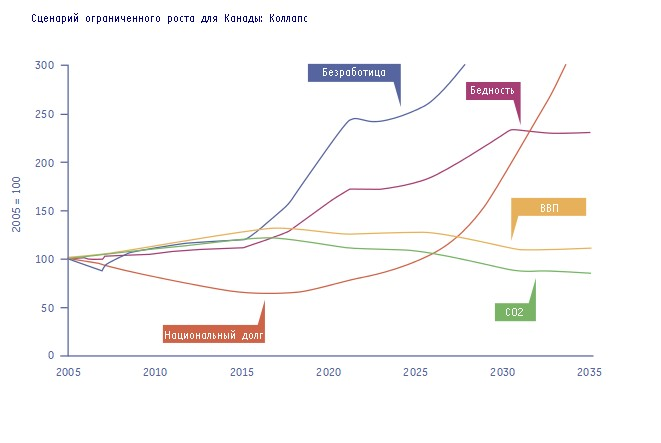
Сценарій стабілізації розміру ВВП Канади — колапс

У цьому сценарії передбачається стабілізація розміру ВВП. При розвитку „справи як зазвичай“ рівень доходів зросте на 80% протягом 30 років. У розглянутому сценарії дохід на душу населення в 2035 році всього лише на 10% вище, ніж у 2005 році. Викиди парникових газів дещо знизилися, але цього зниження геть не достатньо для стабілізації рівня СО2 на значенні 450 ppm.
Стабілізація доходів досягнута тут за рахунок розкручування спіралі безробіття, зростання бідності та зростання боргів громадського сектору. Цей сценарій являє неприйнятну форму соціального та економічного колапсу.
Наступний малюнок являє більш успішну спробу стабілізації.

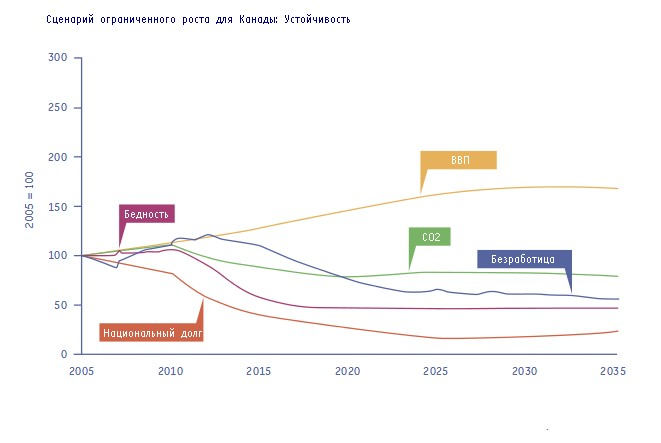
Сценарій стабілізації розміру ВВП Канади — сталість

Рівень доходів тут вищий. ВВП на душу населення виріс приблизно на 70%, велика частина зростання відбувається протягом перших 20-ти років сценарію. Зростання сповільнюється з 1,8% до менше 0,1% на рік. Мета досягається без шкоди для економічної та соціальної стабільності. Безробіття і бідність знижуються вдвічі. Рівень боргу проти ВВП знижується на 75%. Емісія СО2 знижується на 20% (недостатньо для стабілізації на рівні 450 ppm).
Найважливішими відмінностями цього відносно успішного сценарію стабілізації є переміщення інвестицій з приватного в громадський сектор і зміна структури ринку праці, що включає більш рівномірний розподіл доступної роботи та політику обмеження чисельності населення. Вводиться податок на емісію парникових газів, обмежується реклама. Значні кошти виділяються на боротьбу з бідністю.
Модель Віктора схожа зі звичайною макроекономікою, вона не має на увазі радикальні соціальні перетворенню. Частка споживчих витрат у ВВП (60%) залишається практично незмінною на початку і в кінці періоду. Частка приватних інвестицій падає з 20% до 12% ВВП. Модель показує, що навіть у межах традиційних підходів до економіки існують можливості для досягнення сталого стану.

## Критика
Критики ідеї обмеження зростання використовують два основних аргументи: (1) технічний прогрес і підвищення ефективності здатні подолати межі зростання, і (2) економіка може бути дематеріалізована, так що вона зможе рости без використання все більшої кількості ресурсів. Можна назвати ці аргументи технологічним оптимізмом і аргументом „роз'єднання“ відповідно.
„Роз'єднання“ означає досягнення більш високих рівнів виробництва з більш низькими рівнями витрат матеріалів та енергії. Прихильники „роз'єднання“ наводять приклад переходу до інформаційної економіки як доказ реальності такого сценарію. Досвід показує, що економіка домоглася деяких успіхів у „роз'єднанні“. Як приклад можна вказати на кількість вуглекислого газу, що викидається в розрахунку на один долар продукції, вона знизилася з плином часу. Але ці успіхи відбуваються на тлі збільшення ВВП. Навіть із зменшенням ресурсоємності ВВП, економіка як і раніше використовує все більше ресурсів. Викиди двоокису вуглецю з викопних видів палива збільшилася з 1970 року на 80%.
Екологічні економісти також відзначають, що економіка побудована як екосистема — вона має трофічну структуру, яка управляє потоками енергії і матеріалів. У природі існують свої „виробники“ — рослини, які виробляють собі їжу в процесі фотосинтезу. Травоїдні тварини поїдають рослини, а м'ясоїдні тварини поїдають травоїдних. Всеїдні можуть поїдати рослини або тварин, а деякі види можуть функціонувати як постачальники послуг, подібні сміттярам і прибиральникам нечистот. Людська економіка слідує тим же природним законам. Первинними виробниками є сільське господарство і видобувні галузі, такі як лісове господарство, видобуток копалин і рибальство. Надлишки в цих секторах дозволяють використовувати поділ праці, роблять можливим економічне зростання і приплив ресурсів в інші галузі економіки. Подібно травоїдним, деякі виробничі сектори економіки споживають сировину виробників. Виробники більш високого рівня аналогічні м'ясоїдним тваринам. Економіка також має постачальників послуг, таких як кухарі, двірники, банкіри та аналітики. Ключовим моментом є те, що економіка як єдине ціле має тенденцію до зростання. Для розширення виробництва та нарощування надання послуг потрібно більше продуктів сільськогосподарського виробництва і видобувних галузей. Трофічна структура економіки ставить обмеження на частку ресурсів, яка може бути виділена для створення та розповсюдження інформації.
І технологічні оптимісти, і прихильники „роз'єднання“ вважають ефективність використання ресурсів способом пом'якшення проблем, пов'язаних з економічним зростанням. Але історія показує, що коли технічний прогрес збільшує ефективність, з якою використовується ресурс, швидкість споживання цього ресурсу насправді має тенденцію до зростання. Це явище носить назву зворотного ефекту збереження (парадокс Джевонса). Недавній обширний історичний аналіз поліпшень технологічної ефективності переконливо показав, що підвищення ефективності використання енергії і матеріалів майже завжди відстає від економічного зростання, в результаті чого в підсумку виходить приріст використання ресурсів і забруднень, пов'язаних з ними. Крім того, існують принципові термодинамічні (другий закон термодинаміки) і практичні обмеження на будь-які підвищення ефективності. Наприклад, існують певні мінімальні матеріальні вимоги для вирощування їжі, і є межі, за якими вже неможливо зробити автомобілі, будинки, меблі та інші предмети легше і тонше, продовжуючи без ризику використовувати їх за призначенням. Оскільки теоретично і практично неможливо підвищувати ефективність використання ресурсів до нескінченності, неможливо і продовжувати до нескінченності економічне зростання без супутнього виснаження ресурсів і забруднення навколишнього середовища, тобто економічне зростання і виснаження ресурсів можуть бути розділені до деякої міри в короткостроковій, але не в довгостроковій перспективі. Отже, довгострокова сталість вимагає переходу до економіки сталого стану, в якій сукупний ВВП залишається більш-менш постійним.
Деякі критики нульового зростання вважають його недостатнім. На їх думку, для досягнення стійкості необхідно зменшення економіки та фундаментальні зміни в економічній системі.

## Ресурси Інтернету
- Center for the Advancement of the Steady State Economy (CASSE) [Архівовано 28 липня 2013 у Wayback Machine.]
- Prosperity without Growth report of the UK Sustainable Development Commission
- Eliminating the Need for Economic Growth from the Foundation for the Economics of Sustainability — an organization in Ireland.
- Out of the Ashes [Архівовано 20 серпня 2013 у Wayback Machine.] article by George Monbiot
- Vadym Konchyn Economic Cycle Volatility in the World Economy and Prospects for Global Economic Equilibrium Recovery [Архівовано 21 липня 2013 у Wayback Machine.]. Published in: Journal of Global Economy , Vol. http:/, No. Vol 7, No 4 (2011) (December 2011): pp. 227–248.